# Mimoides
Mimoides là một chi bướm ngày thuộc họ Bướm phượng. Chúng là loài bản địa của châu Mỹ.

## Các loài
- Mimoides ariarathes (Esper, 1788)
- Mimoides euryleon (Hewitson, [1856]) – False Cattleheart Swallowtail
- Mimoides ilus (Fabricius, 1793) – Ilus Swallowtail
- Mimoides lysithous (Hübner, [1821])
- Mimoides microdamas (Burnmeister, 1878)
- Mimoides pausanias (Hewitson, 1852) – Bluish Mimic-Swallowtail
- Mimoides phaon (Boisduval, 1836) – Variable Swallowtail
- Mimoides protodamas (Godart, 1819)
- Mimoides thymbraeus (Boisduval, 1836) – White-crescent Swallowtail
- Mimoides xeniades (Hewitson, 1867)
- Mimoides xynias (Hewitson, 1875)

## Hình ảnh

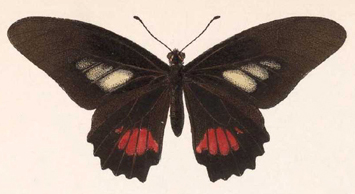
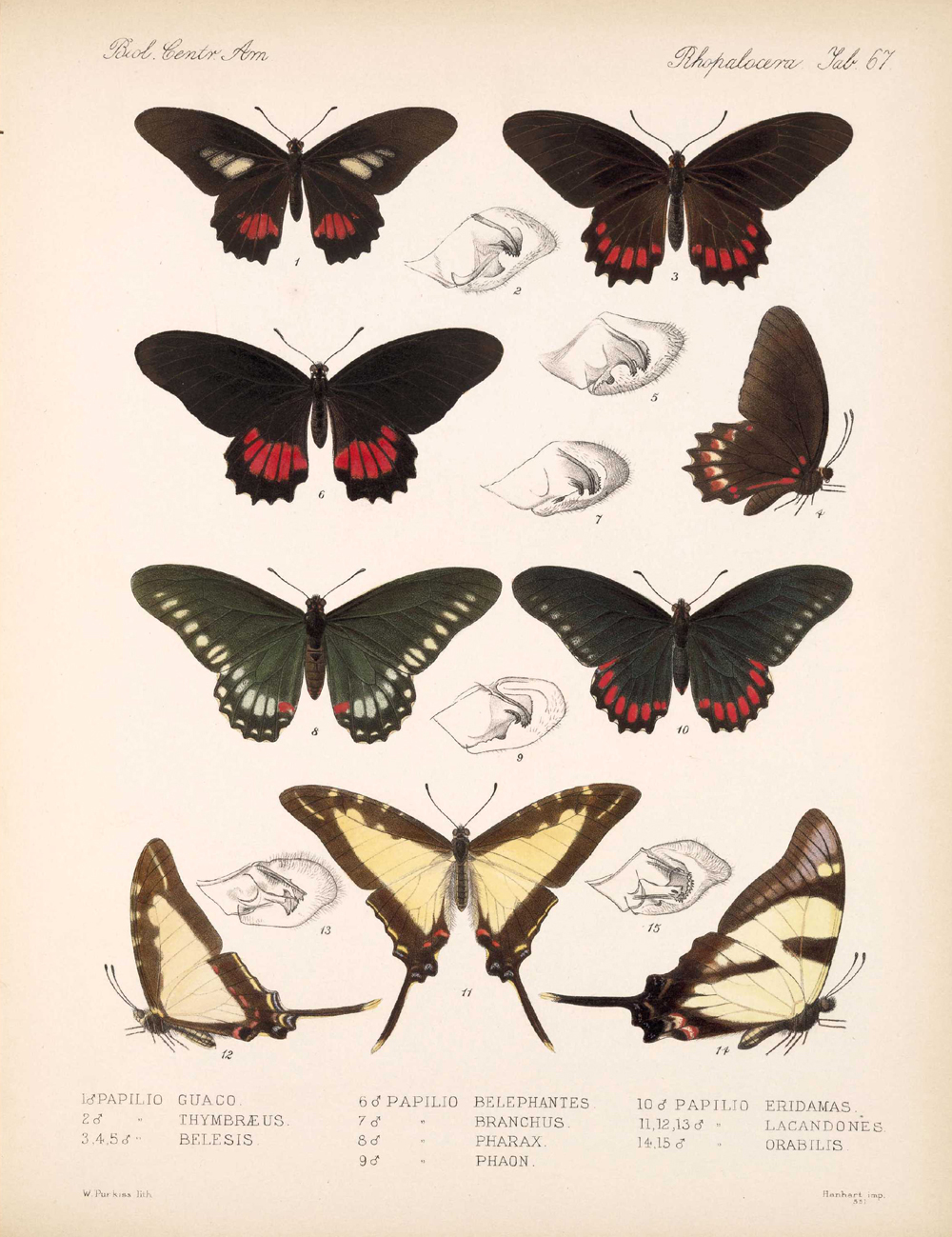